# 생토메르
생토메르(프랑스어: Saint-Omer, 네덜란드어: Sint-Omaars 신트오마르스[*])는 프랑스 노르파드칼레 파드칼레주에 위치한 도시로 면적은 16.4km2, 인구는 15,777명(2006년 기준), 인구 밀도는 960명/km2이다. 릴에서 북서쪽으로 68km 정도 떨어진 곳에 위치한다.

## 인구
| 연도        | 인구   | ±% p.a. |
| ----------- | ------ | ------- |
| 1968        | 18,205 | —       |
| 1975        | 16,932 | −1.03%  |
| 1982        | 15,415 | −1.33%  |
| 1990        | 14,434 | −0.82%  |
| 1999        | 15,747 | +0.97%  |
| 2007        | 14,848 | −0.73%  |
| 2012        | 13,881 | −1.34%  |
| 2017        | 14,782 | +1.27%  |
| 출처: INSEE |        |         |